# Fondmetal
Fondmetal is een Italiaans bedrijf dat hoofdzakelijk velgen maakt. Het bedrijf is gevestigd in Bergamo en werd opgericht door Gabriele Rumi. 
Fondmetal was tevens een Formule 1 team in 1991 en 1992. In de 29 races die het team deelnam wist het geen punten te behalen en wist het zich niet te kwalificeren voor het kampioenschap voor constructeurs. Daarnaast was Fondmetal sponsor van verschillende Formule 1 teams en verleende Fondmetal zijn naam aan de motoren waarmee Minardi in het seizoen 2000 aan de start verscheen.

## Team Fondmetal
Het team kwam voort uit het team Osella. In 1985 werd Fondmetal sponsor van Osella. In de jaren die hierop volgden was Fondmetal een belangrijke sponsor voor het team. Vaak was Fondmetal de enige belangrijke sponsor en in 1989 werd Fondmetal de hoofdsponsor van het Osella-team. Uiteindelijk werd Enzo Osella gedwongen om een deel van zijn team te verkopen aan Fondmetal. In 1990 kwam een meerderheid van de aandelen in handen van Gabriele Rumi. 
Rumi besloot om het team te verplaatsen van Volpiano naar het hoofdkwartier van Fondmetal in Bergamo. In eerste instantie besloot Rumi om door te gaan met Osella-coureur Olivier Grouillard. Toen hij diens houding en roekeloosheid zat was verving hij Grouillard door Gabriele Tarquini. Het nieuwe team was niet succesvoller dan Osella en moest het vaak afleggen tegen teams zoals Coloni of AGS.

### 1991
In het seizoen 1991 startte het team onder de naam Fondmetal Corse. Aanvankelijk gebruikte het team de wagen waarmee Osella in 1990 aan de start verscheen. Deze werd bestuurd door Olivier Grouillard met weinig succes. In de eerste twee races van het seizoen was het de langzaamste wagen van het veld, hoewel het team gebruik maakte van Cosworth-motoren. Rumi had uiteindelijk zijn hoop gevestigd op de races in Europa. In San Marino kwam het team met een nieuwe auto, de Fomet-1. Deze was ontworpen door Fomet en beschikte over nieuwe aerodynamica, een nieuwe wielophanging, en andere verbeteringen. Uiteindelijk boekte het team ook met de nieuwe wagen weinig vooruitgang. De wagen bleek weliswaar sneller dan de Coloni, maar het team slaagde er nog steeds niet in om door de voorkwalificatie heen te komen.

### 1992

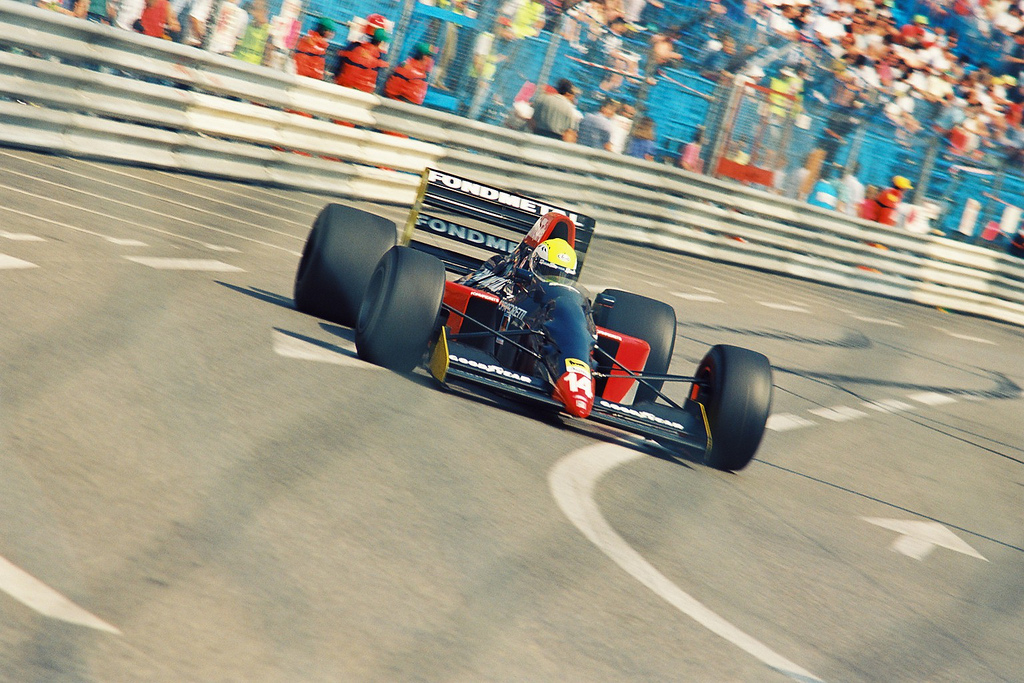
Andrea Chiesa bestuurt de GR01 tijdens de vrije training op donderdag in Monaco

Als gevolg van financiële problemen besloot Fomet eind 1991 om de ontwerpen voor de auto van 1992 door te verkopen aan het Larrousse Formule 1 team. Hierdoor kwam Fondmetal zonder nieuwe wagen te zitten. Gabriele Rumi liet daarom in december 1991 een wagen ontwerpen door Astauto. De nieuwe wagen was nog niet klaar voor het begin van het seizoen en zodoende moest het team starten met de GR01. De GR01 was een aangepaste versie van de Fomet-1 en beschikte over een Ford HB V8 motor. De motor paste niet goed bij het chassis. Dit zorgde ervoor dat er problemen met de koeling en betrouwbaarheid waren. Het team verscheen aan de start met Andrea Chiesa en Gabriele Tarquini.
Uiteindelijk ging het beter toen het nieuwe chassis klaar was. De GR02 had niets gemeen met zijn voorganger. De wagen werd door de coureurs goed ontvangen, maar de resultaten bleven uit. Het team beschikte over een klein budget en hierdoor kon er weinig getest en doorontwikkeld worden. Tarquini verraste menigmaal door zich hoog te kwalificeren en kwalificeerde zich in België als elfde. Chiesa presteerde daarentegen slecht en werd uiteindelijk vervangen door Eric van de Poele. In september 1992 trok het team zich terug uit de Formule 1.

## Relatie met andere teams

### Forti Corse
In 1992 werkte Sergio Rinland en Astauto aan een nieuwe wagen voor 1993 in de hoop dat Fondmetal door zou gaan. Omdat dit niet het geval was werd het ontwerp in 1994 doorverkocht aan Guido Forti die hiermee een Formule 1 team begon. Het team zou Forti Corse gaan heten en de wagen die werd gebruikt vertoonde gelijkenissen met de Fondmetal FG02.

### Tyrrell en Minardi

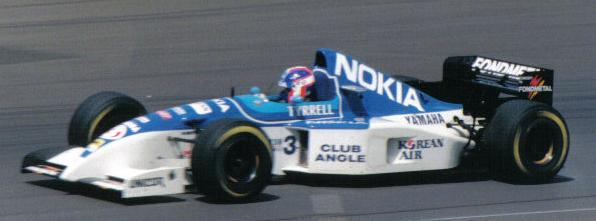
Fondmetal was sponsor van Tyrrell Racing in 1994 en 1995

Rumi keerde terug in de Formule 1 in 1994 als sponsor van Tyrrell. In 1996 besloot hij om Minardi te gaan sponsoren. In 2000 werden de motoren van Minardi vernoemd naar Fondmetal. Rumi kreeg echter kanker en werd in 2000 gedwongen om zich terug te trekken. Hij stierf in mei 2001.

## Resultaten
| Jaar | Chassis                       | Motor   | Banden   | Coureur            | 1    | 2    | 3    | 4    | 5    | 6   | 7   | 8    | 9    | 10  | 11  | 12  | 13   | 14  | 15  | 16   | Punten | Wk |
| ---- | ----------------------------- | ------- | -------- | ------------------ | ---- | ---- | ---- | ---- | ---- | --- | --- | ---- | ---- | --- | --- | --- | ---- | --- | --- | ---- | ------ | -- |
| 1991 | Fomet FA1M-E90 Fomet F1       | Ford V8 | Goodyear |                    | USA  | BRA  | SMR  | MON  | CAN  | MEX | FRA | GBR  | DUI  | HON | BEL | ITA | POR  | SPA | JPN | AUS  | 0      | NC |
| 1991 | Fomet FA1M-E90 Fomet F1       | Ford V8 | Goodyear | Olivier Grouillard | DNPQ | DNPQ | DNPQ | DNPQ | DNPQ | Ret | Ret | DNPQ | DNPQ | DNQ | 10  | Ret | DNPQ |     |     |      | 0      | NC |
| 1991 | Fomet FA1M-E90 Fomet F1       | Ford V8 | Goodyear | Gabriele Tarquini  |      |      |      |      |      |     |     |      |      |     |     |     |      | 12  | 11  | DNPQ | 0      | NC |
| 1992 | Fondmetal GR01 Fondmetal GR02 | Ford V8 | Goodyear |                    | RSA  | MEX  | BRA  | SPA  | SMR  | MON | CAN | FRA  | GBR  | DUI | HON | BEL | ITA  | POR | JPN | AUS  | 0      | NC |
| 1992 | Fondmetal GR01 Fondmetal GR02 | Ford V8 | Goodyear | Gabriele Tarquini  | Ret  | Ret  | Ret  | Ret  | Ret  | Ret | Ret | Ret  | 14   | Ret | Ret | Ret | Ret  |     |     |      | 0      | NC |
| 1992 | Fondmetal GR01 Fondmetal GR02 | Ford V8 | Goodyear | Andrea Chiesa      | DNQ  | Ret  | DNQ  | Ret  | DNQ  | DNQ | DNQ | Ret  | DNQ  | DNQ |     |     |      |     |     |      | 0      | NC |
| 1992 | Fondmetal GR01 Fondmetal GR02 | Ford V8 | Goodyear | Eric van de Poele  |      |      |      |      |      |     |     |      |      |     | Ret | 10  | Ret  |     |     |      | 0      | NC |